# 整體適應度
整體適應度（英語：Inclusive fitness）是指某個體的直接與非直接適應度（fitness）的總合。直接是指影響個體本身的適應度；非直接則是指影響個體在群體（社會）中其他同伴的適應度，血緣關係愈大，影響愈大。此概念類似於親屬選擇，但定義上較為寬鬆。